# الأب براون
الأب براون (بالإنجليزية: Father Brown)‏ هو قسيس كاثوليكي مُتخيَّل ومتحر هاو ظهر في 53 قصة قصيرة نُشرت بين عامَي 1910 م و1936 م بقلم الروائي الإنكليزي غِلْبِرْت كِيث تشِسْتِرْتُن (أو جيه. كي. تشِسْتِرْتُن G. K. Chesterton) وهو يحل الغوامض والجرائم ببديهته وفهمه العميق للطبيعة الإنسانية. وقد بنى تشِسْتِرْتُن شخصيته بتجوّز على شخصية القس الصالح السيد جون أوكونُر (1870 م - 1952 م) أسقف أبرشية في برادفُرْد، والذي كان من أسباب اعتناق تشِسْتِرْتُن الكاثوليكية عام 1922 م.

## الشخصية
يصف تشِسْتِرْتُن الأبَ براون بأنه قصير، قسيس كاثوليكي بُحتُر بملابس متغضنة ومظلة كبيرة وبصيرة خارقة في الشر الإنساني. في قصة «رأس القيصر» هو «قسيس بلدة كَبْهُل cobhole السابق في إسِكْس Essex ، والآن يعمل في لندن.»
كان ظهورَه الأول في قصة «الصليب الأزرق» التي نُشرت عام 1910 م واستمر في الظهور خلال خمسين قصة قصيرة في خمسة مجلدات مع قصتين إضافيتين اكتُشفتا ونُشرتا بعد وفاته، وغالبًا ما يساعده في حل جرائمه المجرم السابق السيد هِرْكيول فلامْبو .
الأب براون ظهر في قصة ثالثة - ما يجعل مجموع القصص 53 - لم تبرز في المجلدات الخمسة التي نُشرت في حياة تشِسْتِرْتُن، «علاقة دونِننْغْتُن»، والتي لها تاريخ طريف. في عدد شهر أكتوبر 1914 م من مجلة الغموض «الرائد» The Premier ، نشر السير ماكس بِمْبِرْتُن الجزءَ الأول من القصة، ثم دعا عددًا من كُتّاب قصص المتحرين، بينهم تشِسْتِرْتُن، ليستغلوا مواهبهم ويحلوا غموض الجريمة الموصوفة. فأتبعها تشِسْتِرْتُن في عدد شهر نوفمبر بحل الأب براون.
أُعيد طبع القصة أول مرة في «نشرة تشِسْتِرْتُن» عام 1981 م؛ محتلة الصفحات 1-35 في كتاب «ثلاثة عشر متحرّيًا».
و على عكس المتحري المُتخيَّل الأكثر شهرة شرلوك هولمز،  فإن طرائق الأب براون تميل إلى أن تكون حدسية أكثر منها استنتاجية. أوضح هذه الطريقة في «سر الأب براون»: «كما ترى، لقد قتلتهم كلهم بنفسي … خَطَّطتُ لكل جريمة بعناية بالغة. تصوَّرْتُ تمامًا كيف لشيء هكذا أن يحدث، وبأي أسلوب أو حالة ذهنية يمكن لرجل أن يفعل ذلك حقًّا. وعندما أوقن أنني شعرتُ كالقاتل تمامًا بنفسي، فبالتأكيد أكون قد عرفتُ من يكون.»
و قدرات براون صُقلت كثيرًا بتجربته قسيسًا وكاهنَ اعتراف. في «الصليب الأزرق»، عندما يسأله فلامْبو - الذي كان متنكّرًا بهيئة قسيس - كيف عرف كل أهوال الجريمة، يجيبه الأب براون: «ألم يخطر ببالك أن رجلًا لا عمل له غير سماع آثام البشر الحقيقية ليس من المحتمل أن يكون غافلًا تمامًا عن شر بني الإنسان؟» ويشرح أيضًا كيف عَلِم أن فلامْبو ما كان قسيسًا حقًّا: «لقد هاجَمتَ العقل. ذاك لاهوت فاسد.»
تحتوي القصص عادةً تفسيرًا عقلانيًّا لمَن كان المجرم وكيف اكتشفه براون. وهو دائمًا ما يشدّد على العقلانية؛ وتسخر بعض القصص ك «معجزة الهلال»، «نبوءة الكلب»، «آفة الكتاب» و «الخنجر المجنّح» بادءَ ذي بَدْء من الأشخاص المتشكّكين الذين يقتنعون بالتفسيرات الخارقة لبعض الحوادث الغريبة، لكن الأب براون يرى بسهولة التفسير الطبيعي المُعتاد المناسب. بل يبدو أنه حقيقةً يرسم مثالًا لرجل الكنيسة المتديّن لكن المتحضّر والمتعلم تعليمًا ممتازًا. وهذا يمكن أن نعيده إلى تأثير التفكير الكاثوليكي على تشِسْتِرْتُن.
الأب براون يتّسم بالتواضع وغالبًا صَموت، إلّا ليقول شيئًا ذا شأن. وعلى الرغم من ميله إلى التعامل مع الجرائم بمنهج منتظم وواقعي، فإنّه يؤمن أن ما في الغيب هو الذي يسبّب كل شيء.
كثيرٌ من قصص الأب براون اللاحقة كُتبت لأسباب تجارية وبسرعة بالغة، حتى أن تشِسْتِرْتُن كتب عام 1920 م: «أعتقد أنه من العدل أن أعترف أنّي كتبتُ - أنا نفسي - بعض أسوأ قصص التحرّي في العالم.»

## تحليلات
كان الأب براون مركبًا لنقل نظرة تشِسْتِرْتُن إلى العالم، ومن بين كل شخصياته، فربما هو الأقرب إلى وجهة نظر تشِسْتِرْتُن، أو على الأقل إلى فحوى وجهة نظره. الأب براون يحل الجرائم عبر عملية عقلانية صارمة تُعنَى بالحقائق الروحانية والفلسفية أكثر من التفصيلات العلمية، ما يجعله الكِفّة الموازنة مع شرلوك هولمز شخصية السير آرثر كونان دُويْل، الذي قرأ تشِسْتِرْتُن قصصه. وعلى أيٍّ فإن مجموعة الأب براون بدأت قبل اعتناق تشِسْتِرْتُن للكاثوليكية.
في رسائله من السجن أدلى المُنظّر الإيطالي الماركسي أنطونيو غرامشي برأيه المُناصر عمّا يفضّله:
"الأب براون كاثوليكي يسخر بعملية التفكير الآلية للبروتستانت وكتابه هو أساسًا دفاع عن كنيسة روما ضد الكنيسة الأنغلِكانيّة. وشرلوك هولمز هو المتحرّي البروتستانتي الذي يجد نهاية العقدة الإجرامية بالبدء من الخارج، معتمدًا على العلم التطبيقي، وعلى منهج تجريبي، وعلى الاستقراء. الأب براون هو القسّيس الكاثوليكي الذي يهزم شرلوك هولمز هزيمة ماحقة مُظهِرًا إيّاه كطفل واهِمٍ مُبْرزًا جموده وهوانه. بتجاربه النفسية الموثوقة المعتمدة على الاعترافِ وإفتاءِ القُسُس في مسائل الأخلاق والضمير، مع عدم إغفال العلم التطبيقي والتجربة، لكن بالاستناد على الاستنتاج والتفرُّس. وبالتالي فإنّ تشِسْتِرْتُن فنّانٌ عظيم بينما كان آرثر كونان دويل كاتبًا هاويًا وإن نُصّب فارسًا لتميّزه في الأدب؛ فعند تشِسْتِرْتُن تجد فجوة أسلوبية بين المحتوى، وحبكة قصة التحرّي، والشكل، ومن ثم مفارقة بارعة في الموضوع المُعالَج، ما يجعل هاتيك القصص شديدة اللذة."

## بعد تشِسْتِرْتُن
كشرلوك هولمز واللورد بيتر وِمْزي ونيرو وولف، استمرت الحكايات التي تُظهِر متحرّي تشِسْتِرْتُن القِسّيس في الصدور حتى بعد وفاة الكاتب الأصلي.
فألّف جون بيترسُن 44 لغزًا حلّها الأب براون.
و في الرواية الإيطالية Il destino di Padre Brown («مصير الأب براون») من تأليف باولو غوليزانو ، يُنتخب القسّيس المتحرّي بابا بعد بيوس الحادي عشر بالاسم البابوي إنوسنت الرابع عشر.

## في وسائل إعلام أخرى

### الأفلام
مَثَّل والْتر كونُلي Walter Connolly الشخصية الرئيسية في فلم عام 1934 م «الأب براون، المتحرّي Father Brown, Detective»، المبني على قصة «الصليب الأزرق». وسيمثّل كونُلي لاحقًا متحرّيًا خياليًّا شهيرًا آخر هو نيرو وولف في فلم عام 1937 م «فريق المرتعبين League of Frightened Men» ومثّل شارلي تشان Charlie Chan على إذاعة NBC من عام 1932 - 1938 م.
أما فلم الأب براون عام 1954 م (الذي أُصدر في الولايات المتحدة باسم «المتحرّي») فبرز فيه آلِك غِنِس Alec Guinness بشخصية الأب براون. وأشبه هذا الفلم سابقه عام 1934 م الذي مثّل فيه كونُلي فكان مبنيًّا على قصة «الصليب الأزرق». وحضّت هذه التجربة التمثيلية آلِك غِنِس على اعتناق الكاثوليكية.
مثّل هاينز رومان Heinz Rühmann الأبَ براون في عملين ألمانيين مقتبَسَين من قصص تشِسْتِرْتُن، Das schwarze Schaf (الخروف الأسود، 1960 م) و Er kann's nicht lassen (لا يستطيع الكَفَّ عن فعلها، 1962 م) كتب قطعتَيهما الموسيقية المُلحّن الألماني مارتن بوتشر Martin Böttcher . وفي هذين الفلمين براون هو قسّيس إيرلندي. وظهر الممثل لاحقًا في فلم عملية كاتدرائية القديس بطرس Operazione San Pietro (مثّل فيه أيضًا إدوَرْد روبِنْسُن Edward G. Robinson ، 1967 م) بشخصية الكاردينال براون، لكن الفلم لم يكن مبنيًّا على أيٍّ من قصص تشِسْتِرْتُن.

### الإذاعة
مثّل كارْل سوِنْسُن Karl Swenson الأبَ براون في المسلسل الإذاعي المشترك "مغامرات الأب براون The Adventures of Father Brown
(1945م)" وبِلْ غرِفِس Bill Griffis دور فلامْبو، وغرِتْشِن دوغْلَس Gretchen Douglas مثّلت دور نورا مدبّرة منزل القس.
و في عام 1974 م بُثّت خمس قصص للأب براون إذاعة BBC الرابعة احتفالًا بالذكرى المئوية لمولده، مثّل فيها لِزْلي فرِنْتش Leslie French دور الأب براون ووِلي رَشْتن Willie Rushton شخصية تشِسْتِرْتُن.
و أنتجت إذاعة BBC الرابعة مسلسلًا لقصص الأب براون من عام 1984 إلى 1986 م مثّل فيه أنْدرو ساكْسس Andrew Sachsas الأبَ براون.
و أنتج المسرح الإذاعي الكولونيالي في بوسطن بماساتشوسْتس مسلسلًا إذاعيًّا من 16 قصة لتشِسْتِرْتُن. أدّى فيه الممثّل والمعلق جي. تي. تيرنَر J.T.  Turner دور الأب براون؛ وكتب جميع الحوارات والنصوص المسرحي الإذاعي البريطاني إم. جي. إلْيُت M. J. Elliott . وأضاف المسرح التخيلي هذا المسلسل إلى نوبة البث الإذاعي مع بث «مطرقة الرب» في الخامس من مايو/أيّار عام 2013 م.

## الأعمال التلفازية
مثّل جوزِف مايْنْراد Josef Meinrad الأبَ براون في مسلسل نمساوي ما بين (1966 - 1972 م)، واتّبع المسلسل حبكات قصص تشِسْتِرْتُن بقرب بالغ.
و في عام 1974 م مثّل كِنِثْ مُور Kenneth More في مسلسل الأب براون ذي الثلاثة عشر حلقة، كل حلقة منها مبنيّة على واحدة من قِصار قصص تشِسْتِرْتُن. وهذا المسلسل المُنتَج من السير ليو غرَيد Sir Lew Grade لشركة أسوشييتد، وعُرض في الولايات المتحدة جزءًا من مسلسل محطة الشبكة التَّلْفزيّة الأمريكية PBS «غموض ! Mystery !». وقد أُصدرا على أقراص مدمجة في المملكة المتحدة عام 2003 من شركة أكورْن للإعلام Acorn Media ، ولاحقًا بعد أربع سنوات في الولايات المتحدة من نفس الشركة.
و أُنتج فلم أمريكي للتلفاز، اسمه "مزار الموت Sanctuary of Fear
(1979 م)"، مثّل فيه بارْنَرْد هيوز Barnard Hughes شخصية الأب براون المؤمركة الحداثية في مانهاتن بنيويورك. وكان الفلم مُخطّطًا على أنه حبكة مسلسل لكن الانتقاد وردة الجمهور كانت غير محبَّبة، والسبب الأكبر التغييرات التي أُدخلَت على الشخصية، والحبكة الإثارية المكرّرة.
و أُنتج وبُثّ في تلفاز راي الوطني مسلسل إيطالي قصير في ست حلقات اسمه "I racconti di padre Brown" (حكايا الأب براون) مثّل فيه ريناتو راسْكِل Renato Rascel الدور الرئيسي وآرْنُولْدو فُوا Arnoldo Foà دورَ فلامْبو، ما بين كانون الأول / ديسمبر1970 وشباط / فبراير 1971 م إلى جمهور واسع (شاهد إحدى الحلقات 12 مليون مشاهد).
و كان رالْف ماكِنِرْني Ralph McInerny قد جعل الأب براون الإلهام الروحي لنص عمله التجريبي «الأب داوْلِنْغ»، والذي أطلق المسلسل التلفازي «ألغاز الأب داوْلِنْغ» الذي بُثّ من عام 1987 - 1991 م على التلفاز الأمريكي . وأُصدرت عام 1992 م مختارات من قصص المحققَيْن كان عنوانها: «يجب ألّا تقتل: الأب براون والأب داوْلِنْغ وتحرّيات كنسيّة أخرى .»
أصدرت شبكة تلفاز الكلمة الباقية EWTN قصة الأب براون «شرف إسرائيل غاو» بحلقة من المسلسل التلفازي «مسرح الكلمة The Theater of the Word» الذي بُثّ أول مرة عام 2009 م، من تمثيل مؤسس «مسرح الكلمة» كِفِن أُوبْرايَن Kevin O'Brien وفرانْك سي. تيرْنَر Frank C. Turner .
و أُصدر عام 2013 م المسلسل التلفزي الألماني "فارَرْ براون Pfarrer Braun" المبني ظاهريًّا على شخصية الأب براون . والفارَرْ [ أي: الأب أو القسيس ] غِيدُو براون من أهل بافاريا - ومثّل شخصيته أُتْفرِد فِشَر Ottfried Fischer - يحل جرائم القتل في أول حلقتين في الجزيرة (الوهميّة) نورْدِرْسانْد Nordersand (جزيرة بحر الشمال). ولاحقًا في مواضع ألمانية أخرى كجبال هارز وبلدة مايْسن على نهر الرايْن في ولاية سَكْسونيا صارت هي مواقع للتصوير . وكتب مارْتِن بوتْشَر Martin Böttcher أيضًا موسيقى هذا العمل وأشار عليه المخرجون أن يكتب شارة موسيقية قريبة من شارة أفلام هايْنز رومان Heinz Rühmann . فأُنتجت اثنتان وعشرون حلقة، وبُثّت بنجاح كبير في ألمانيا هلى شبكة ARD . وخُتمت الحلقة الثانية والعشرون التي بُثّت في العشرين من شهر مارس/آذار 2014 م بوفاة البطل .
في عام 2012 م طلبت شبكة ال BBC مسلسلًا للأب براون من عشر حلقات يؤدي فيه الممثل البريطاني مارْك وِلْيَمْز Mark Williams دور البطولة . وبُثّ على ال BBC في بداية كانون الثاني/يناير 2013 م، من الإثنين حتى الجمعة على مدار أسبوعين في فترة الظهيرة . الحقبة والموقع نُقِلا إلى تلال كوتْسوُولْدز Cotswolds أوائل ستينيات القرن العشرين (+ 1950) واعتمد المسلسل على قصص مقتبسة وأخرى أصلية . بدأ تصوير المسلسل في أطراف كوتْسوُولْدز Cotswolds صيف عام 2012 م . ثم طُلبت عدة مواسم بُثّت عام 2014 م (عشر حلقات)، وعام 2015 م (خمسة عشر حلقة)، وعام 2016 م (عشر حلقات)، وعام 2017 م (خمسة عشر حلقة)، وعام  م2018 (عشر حلقات)، وعام 2019 م (عشر حلقات).

### المانغا
الأب براون كما ظهر في المجلد الثالث عشر من المحقق كونان .
أُبرز الأب براون في إصدار "مكتبة غوشو أوياما للألغاز "Gosho Aoyama's Mystery Library" في المجلد الثالث عشر من مانغا المحقق كونان Case Closed ، وهو قسم في هذه الرواية المُصوّرة يقدم فيه المؤلف متحرّيًا مختلفًا (أو مجرمًا، أحيانًا) من أدب التحري، أو التلفاز، أو وسائل إعلام أخرى .

### الكتب الصوتية
نشرت مطبعة إغناتيوس Ignatius Press النسخة الصوتية من كتاب «براءة الأب براون The Innocence of Father Brown» عام 2008 م . وقرأ الكتابَ المُمثّل ومؤسس «مسرح الكلمة Theater of the Word» كِفِن أوبْرايَن Kevin O'Brien ، ويستعرض الكتاب أيضًا مداخلَ كتبها وقرأها دَيْل أَلْكْوِسْت Dale Ahlquist لكل قصة، ودَيْل هو رئيس جمعية تشِسْتِرْتُن الأمريكية . وقد فاز الكتاب عام 2009 م بجوائز تقدمات الكتب الصوتية .